# Церковь Бога во Христе
Церковь Бога во Христе (Church of God in Christ, COGIC) — христианская пятидесятническая церковь. Является крупнейшей пятидесятнической церковью в США (5,5 млн верующих и 15 тыс. церквей). Во всем мире объединяет 10 млн прихожан из 60 стран. Большинство верующих Церкви Бога во Христе являются афроамериканцами.
Название церкви было открыто её основателю Богом в «откровении» и восходит к библейскому отрывку из 1-го послания к Фессалоникийцам:
вы, братия, сделались подражателями церквам Божиим во Христе.1Фес. 2:14
Церковь является участником Всемирного пятидесятнического братства. Штаб-квартира союза находится в Мемфисе (штат Теннесси).

## История
В конце XIX века среди афроамериканских баптистских церквей Миссисипи, Теннесси и Арканзаса широко распространяются идеи Движения святости. Однако арминианская доктрина движения святости вступала в очевидный конфликт с кальвинистскими взглядами баптистов. Вот почему Национальная баптистская конвенция заявила о неприятии взглядов перфекционизма и исключении из церкви всех пасторов, его принявших. В их числе были священники Чарльз Гаррисон Мейсон (1866—1961) и Чарльз Прайс Джонс (1865—1949). В 1897 году в Лексингтоне (штат Миссисипи) Мейсон основал церковь Святого Павла, ставшую первой Церковью Бога во Христе.
В том же году Джонс был избран генеральным руководителем Церкви Бога во Христе, Мейсон — руководителем в штате Теннесси, Дж. А. Джетер — руководителем в штате Арканзас. В течение короткого времени союз значительно увеличился, привлекая методистские и баптистские церкви на юге США. В этот же период была начата первая зарубежная миссия в Либерии.

### Принятие пятидесятничества
В 1906 году Церкви Бога во Христе достигли новости о пробуждении на Азуза-стрит. Для ознакомления с происходящим, в 1907 году туда отправились Мейсон и ещё двое лидеров церкви. В Лос-Анджелесе они пережили пятидесятнический опыт крещения Духом Святым. Однако Генеральная Ассамблея церкви, прошедшая в августе того же года, отвергла пятидесятническое учение и исключила Мейсона, вслед за которым из объединения ушли половина пасторов. В городе Мемфис они провели собственное совещание и избрали Мейсона своим лидером. После двух лет судебных разбирательств, группа Мейсона получила исключительное право именоваться «Церковь Бога во Христе».

### Эпоха Мейсона (1907—1961)

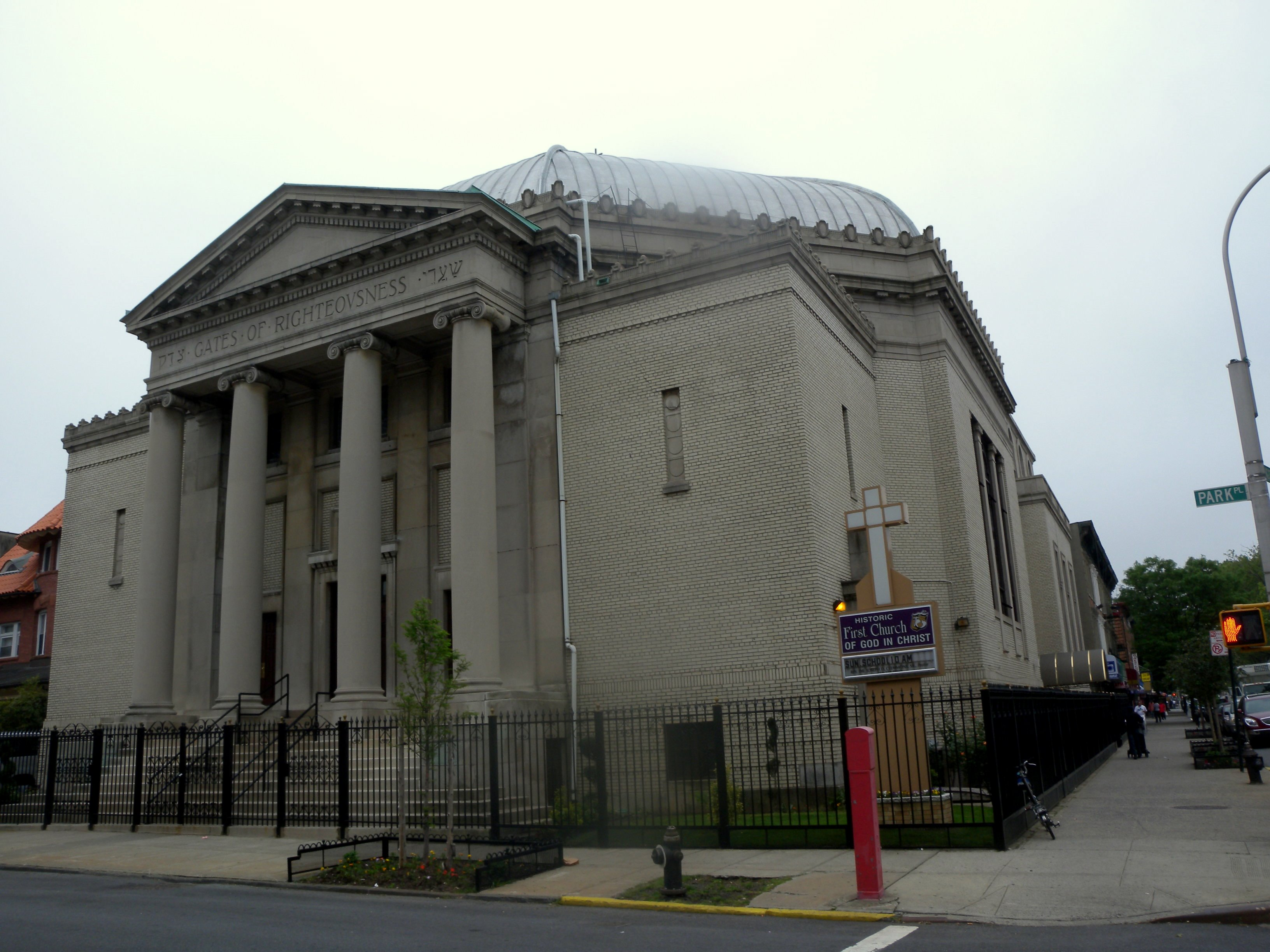
Историческая Церковь Бога во Христе в Нью-Йорке

Первое время движение включало как негритянские, так и «белые» церкви. В 1914 году большинство пасторов «белых» церквей вошли в Ассамблеи Бога. Тем не менее, союз значительно рос, благодаря администраторским талантам Мейсона. В 1920-х годах церковь открывает дочерние общины по всем США и за их пределами — в Мексике, Ямайке, Панаме, Тринидаде, Гаити, Канаде. В 1934 году 345 церквей данного союза присутствуют в 21 штате США и объединяют 25 тыс. верующих.
В 1945 году в Мемфисе был открыт национальный храм. Несмотря на трудности военного времени (например, нехватку стали), храм стал самым крупным зданием среди афроамериканских церквей и вмещал 5 тыс. человек. После войны церковь занимается активной миссией в Африке, открывая дочерние церкви в ЮАР, Нигерии, Гане. К моменту смерти Мейсона в 1961 году Церковь Бога во Христе объединяла 4 тыс. церквей и 400 тыс. верующих.

### Дальнейшая история и распространение
В 1960-х годах к церкви присоединились ряд общин Индийской пятидесятнической церкви Бога, сформировав Церковь Бога во Христе в Индии. В тот же период церковь начинает служение в Японии и на Филиппинах. Позже работа распространилась на Южную Корею, Шри-Ланку, Новую Гвинею и Австралию. С 1970-х годов церковь открывает миссии в Белизе, Гватемале, Панаме, Колумбии, Гайане, Бразилии, Аргентине и Чили. В Европе церковь работает в Великобритании, Германии, Италии и др. странах, преимущественно среди выходцев из Карибских островов.
В 1970 году Церковь Бога во Христе открыла в США духовную семинарию им. Дж. Мейсона, которая стала первым аккредитованным пятидесятническим учебным заведением в мире.
Благодаря миссионерской работе, численность последователей церкви неуклонно растёт. В 1973 году союз объединяет 3 млн прихожан, в 1989 — 4 млн.
В 1994 году Церковь Бога во Христе вошла в союз Пятидесятнических/харизматических церквей Америки, тем самым преодолев расовый раскол американского пятидесятничества. На празднование столетия церкви в 2007 году в Мемфисе собралось 70 тыс. делегатов.
Крупнейшие общины церкви, за пределами США, находятся на Гаити, в Индии, Либерии, ЮАР, Нигерии и Мексике.

## Богословие

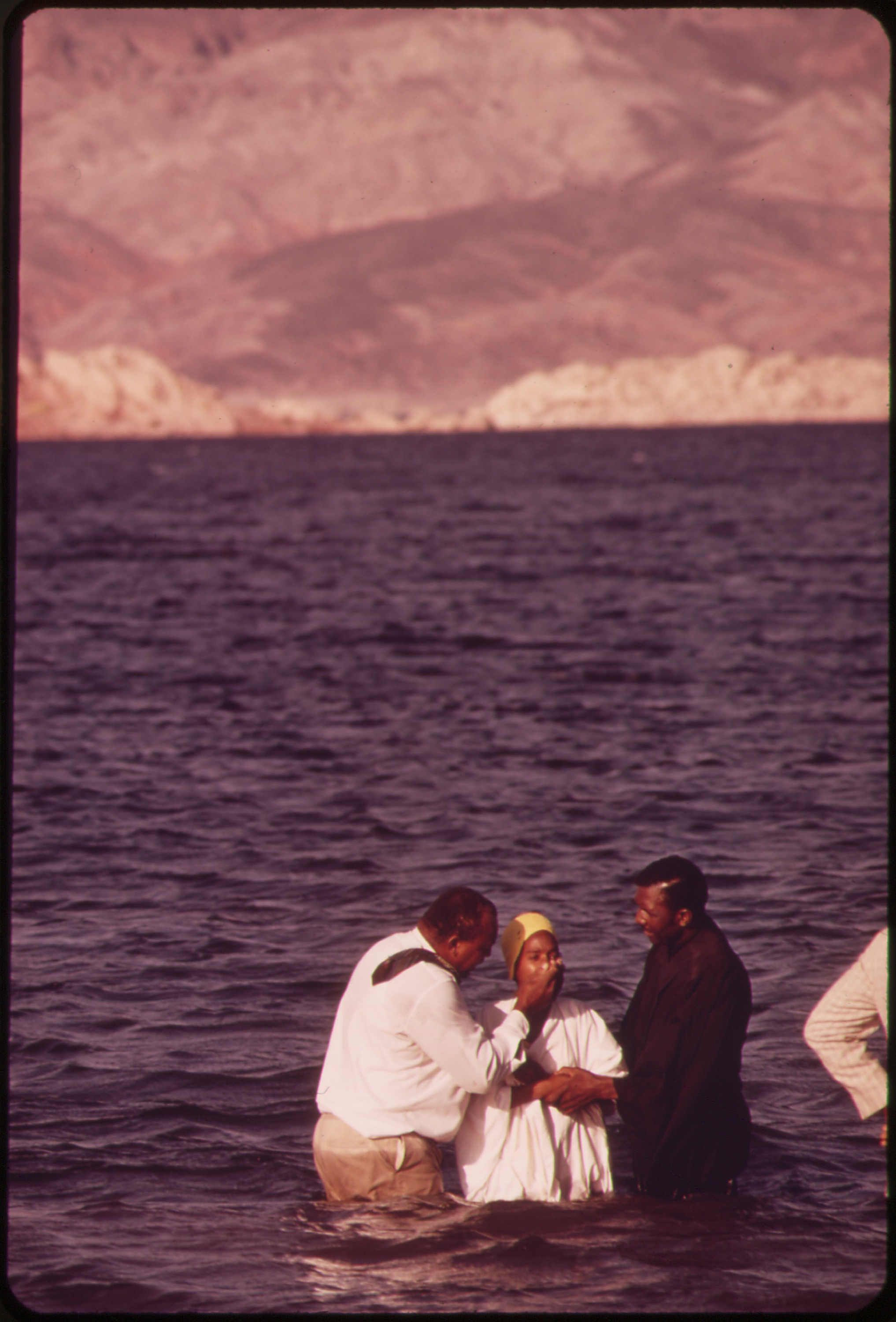
Водное крещение Церкви Бога во Христе, (Лас-Вегас, 1972 год)

Церковь Бога во Христе — пятидесятническая тринитарианская деноминация. По вопросам спасения стоит на арминианских позициях и относится к пятидесятниками трёх благословений. При проведении вечери Господней, в церкви проводится обряд омовения ног. Продолжая традиции движения святости, церковь настаивает на необходимости святой жизни, воздержания, скромности внешнего вида и «отделения от мира».

### Декларация веры
Церковь Бога во Христе верит в:
- богодухновенность Библии
- триединство Бога
- восхищение Церкви при пришествии Христа
- покаяние и водное крещение, как средства очищения от греха
- освящение
- исцеление
- крещение Духом Святым
- необходимость праведной жизни

## Церковная организация
Раз в четыре года церковь проводит общую Генеральную ассамблею. На конференции избирается Генеральный совет, состоящий из 12 епископов. Избранный совет управляет церковью в течение последующих 4 лет. Ещё одной задачей Генеральной ассамблеи является избрание (чаще — переизбрание) начальствующего епископа. С момента основания, церковью руководили:

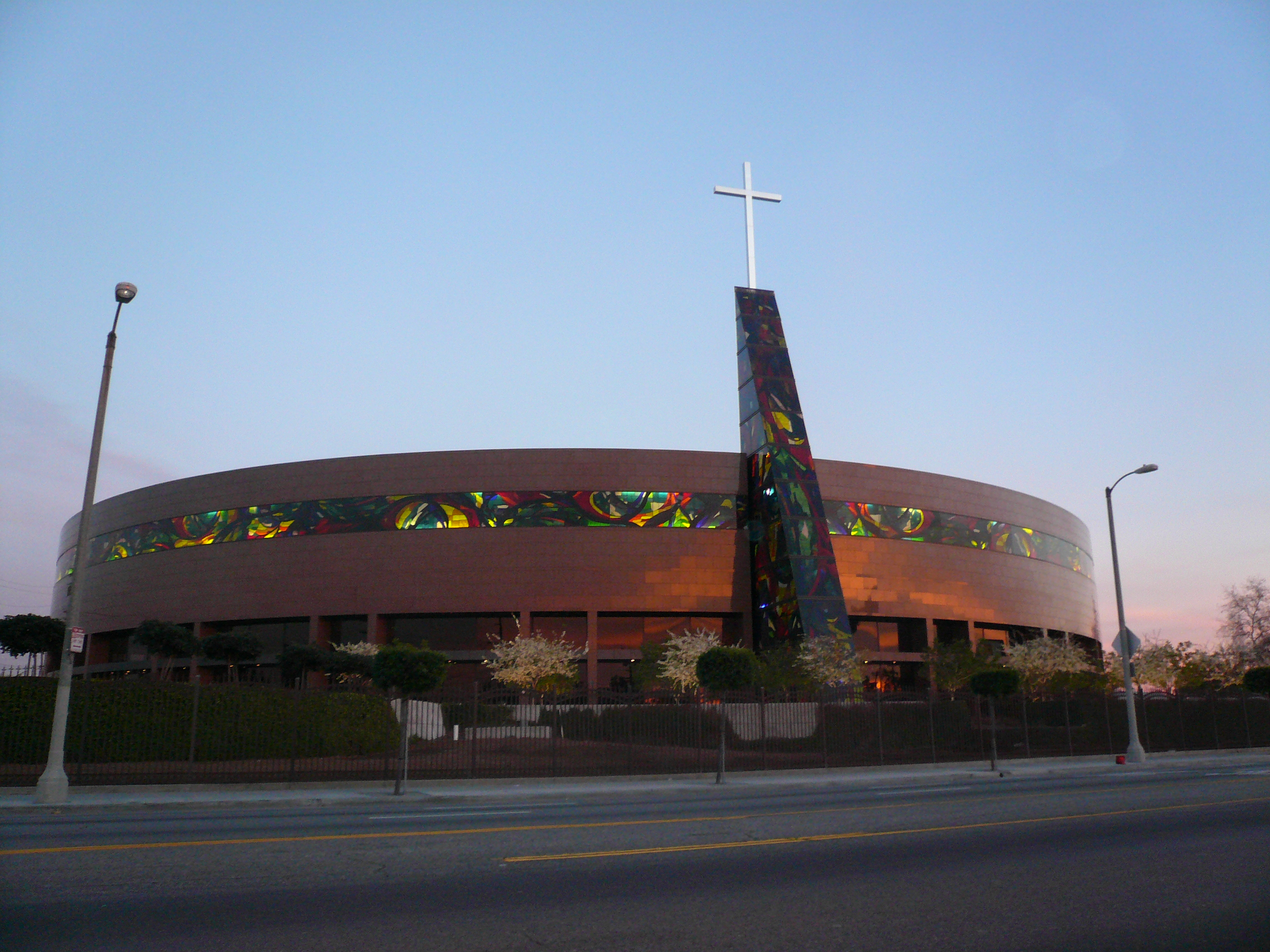
Церковь Бога во Христе, Лос-Анджелес

- епископ Ч. Х. Мейсон (Мемфис, 1907—1961)
- епископ О. Т. Джонс (Филадельфия, 1962—1968)
- епископ Дж. О. Паттерсон (Мемфис, 1968—1989)
- епископ Л. Г. Форд (Чикаго, 1990—1995)
- епископ Ч. Д. Оуэнс (Атланта, 1996—2000)
- епископ Г. Э. Паттерсон (Мемфис, 2000—2007)
- епископ Ч. Э. Блэйк (Лос-Анджелес, с 2007)